# Can You Hear Me (Enrique Iglesias)
Can You Hear Me, è un brano musicale del cantante spagnolo Enrique Iglesias, inno ufficiale del Campionato europeo di calcio 2008. Il brano è stato scritto da Iglesias, insieme a Steve Morales e Frankie Storm, prodotto da Big Ben Diehl e Carlos Paucar, e registrato presso il Circle House Studios di Miami, in Florida. Il singolo ha ottenuto un discreto successo, riuscendo ad entrare nella top ten di diversi paesi europei.

## Il Brano
La scelta di questa canzone è stata annunciata dalla UEFA il 20 maggio 2008, ed è stato descritto di Iglesias come la persona perfetta per il lavoro. Lui è una star internazionale che è appassionato di calcio e che ha radici europee; disse il direttore commerciale Philippe Margraff. L'artista disse che era felice di essere stato scelto: Sono davvero contento di essere in grado di contribuire all' Eurofestival in Svizzera e Austria, ed è per me un onore esibirsi al finale; disse Iglesias.
La canzone è stata eseguita durante la partita di chiusura a Vienna il 29 giugno 2008. Il singolo è stato pubblicato il 26 maggio 2008, e il video con dei trucchi del calcio e la danza, con l'esecuzione di Iglesias è stato diretto da Paul Minor. " Can You Hear Me ", verrà in seguito contenuta anche una riedizione di Iglesias nell'album Insomniac in Francia, Belgio, Svizzera, Austria e Italia.

## Tracce
CD1
1. Can You Hear Me (Main version) — 3:44
2. Can You Hear Me (UEFA remix) — 5:54

CD2
1. Can You Hear Me (Main version) — 3:44
2. Can You Hear Me (Moto Blanco radio mix) — 3:30
3. Can You Hear Me (Moto Blanco club mix) — 8:30
4. Can You Hear Me (Moto Blanco dub) — 8:00

Europe
1. Can You Hear Me (Main version) — 3:44
2. Can You Hear Me (Moto Blanco radio mix) — 3:30
3. Can You Hear Me (Moto Blanco club mix) — 8:30
4. Can You Hear Me (UEFA remix) — 5:54

France
1. Can You Hear Me (Main Version) - 3:44
2. Can You Hear Me (Glam As You Full Club Mix by Guena LG) - 6:57
3. Can You Hear Me (Moto Blanco Club Mix) - 8:30

## Classifiche
| Classifica (2008)     | Posizione più alta |
| --------------------- | ------------------ |
| Austria               | 17                 |
| Belgio (Fiandre)      | 12                 |
| Repubblica Ceca       | 1                  |
| Paesi Bassi           | 1                  |
| Europa                | 30                 |
| Finlandia             | 5                  |
| Francia Singles Chart | 21                 |
| Germania              | 14                 |
| Norvegia              | 7                  |
| Slovacchia            | 15                 |
| Svezia                | 6                  |
| Svizzera              | 2                  |
| Turchia               | 4                  |